# Immeuble du 15 rue Saint-Pierre à Dourdan
L'immeuble du 15 rue Saint-Pierre est un édifice du XVIIIe siècle situé à Dourdan, en France.

## Localisation
Le monument est situé dans le département français de l'Essonne, au 15 rue Saint-Pierre.

## Historique
L'édifice est daté du XVIIIe siècle.
La maison est inscrite au titre des Monuments historiques depuis le 3 avril 1969.

## Architecture

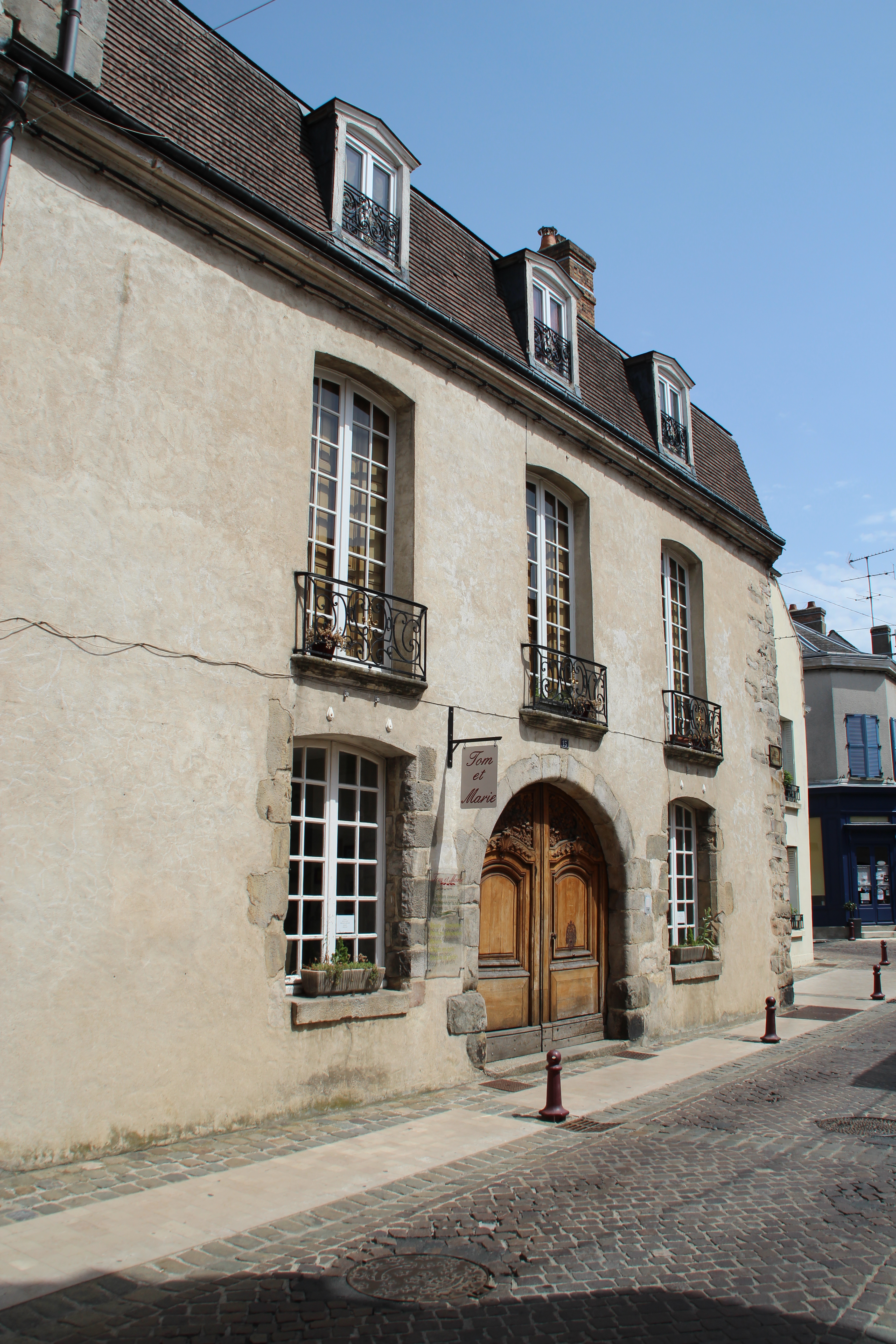
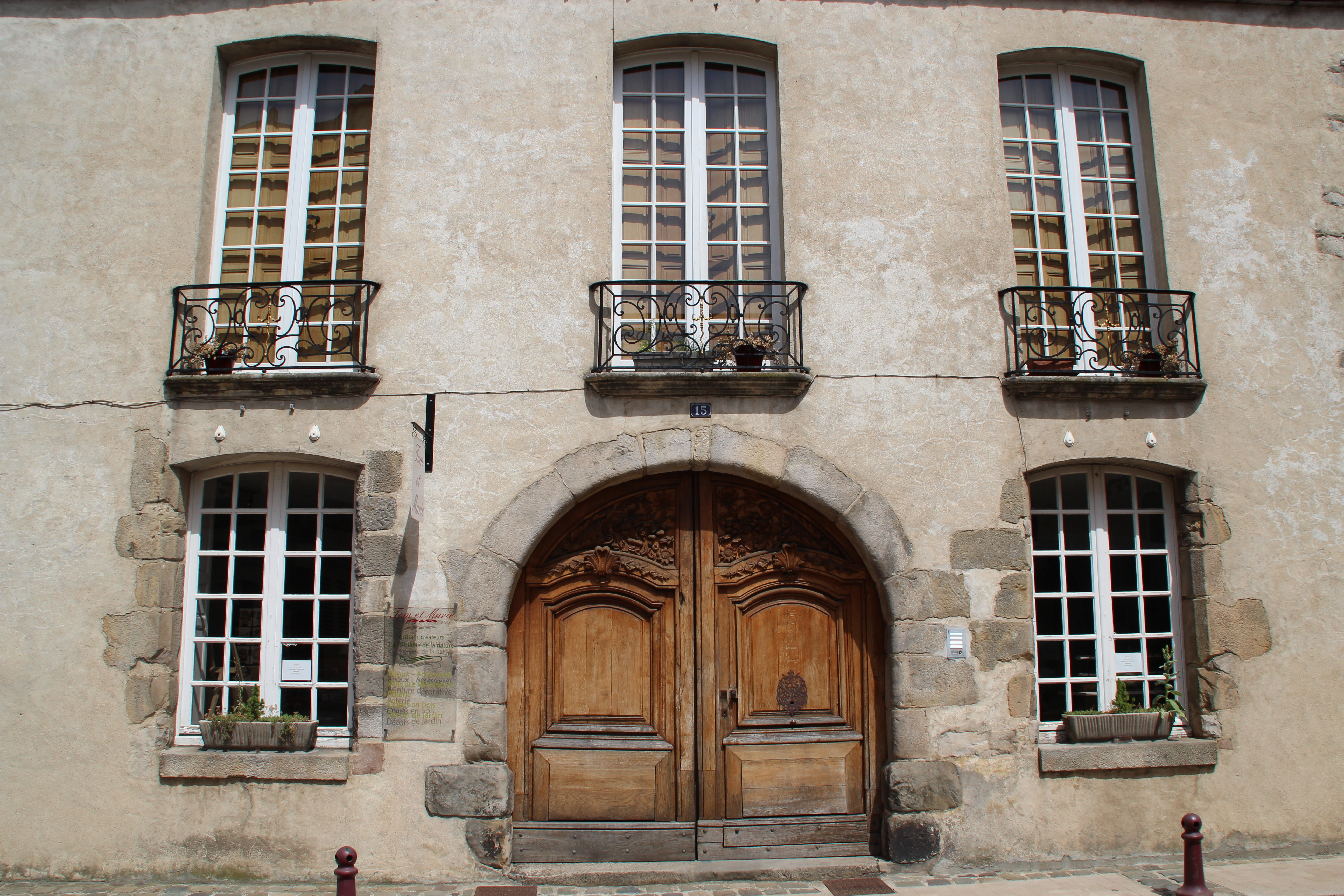